# Allium amplectens
Allium amplectens Torr. es una especie de planta bulbosa del género Allium, perteneciente a la familia de las amarilidáceas, del orden de las Asparagales. Originaria de América del Norte.

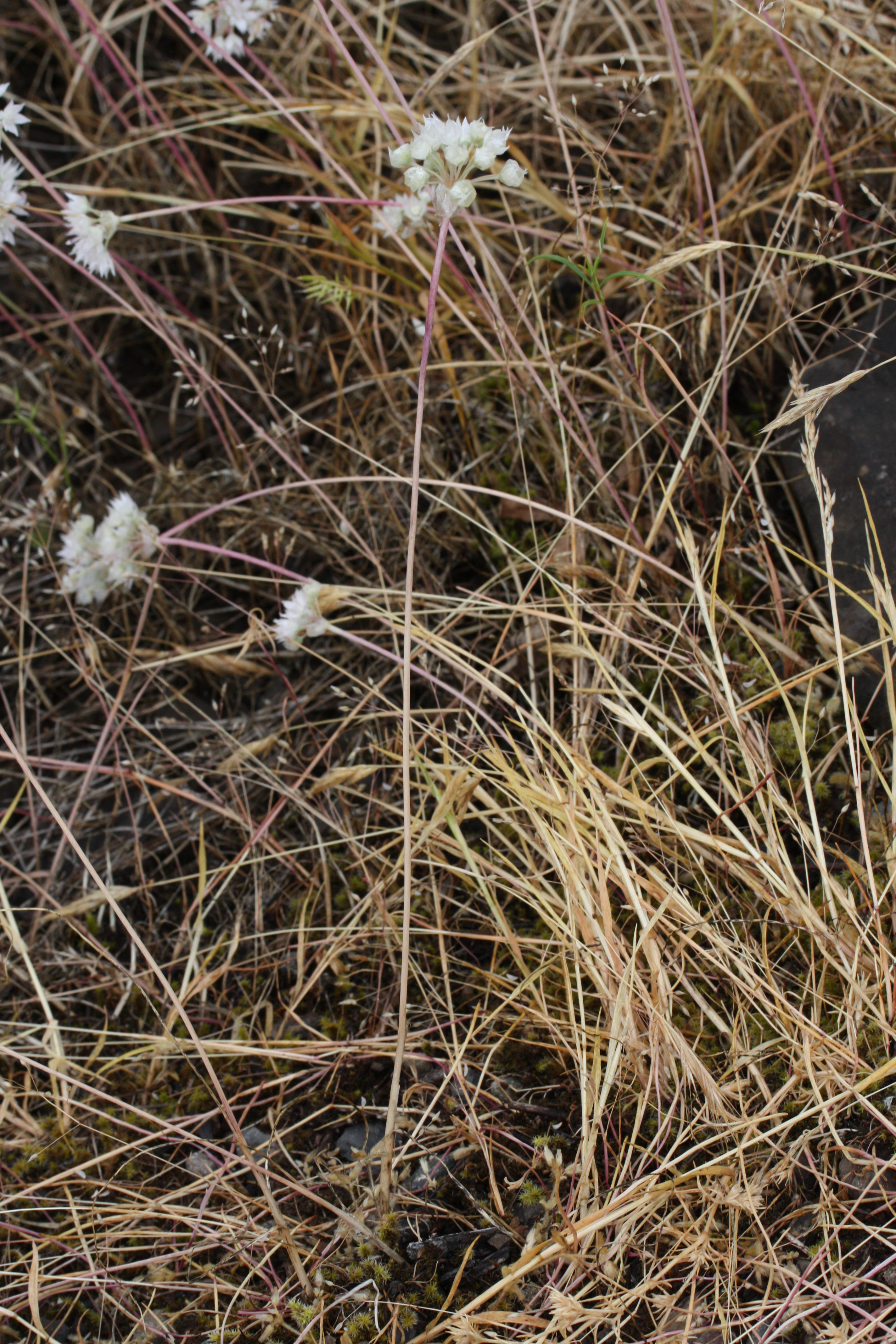
Vista de la planta

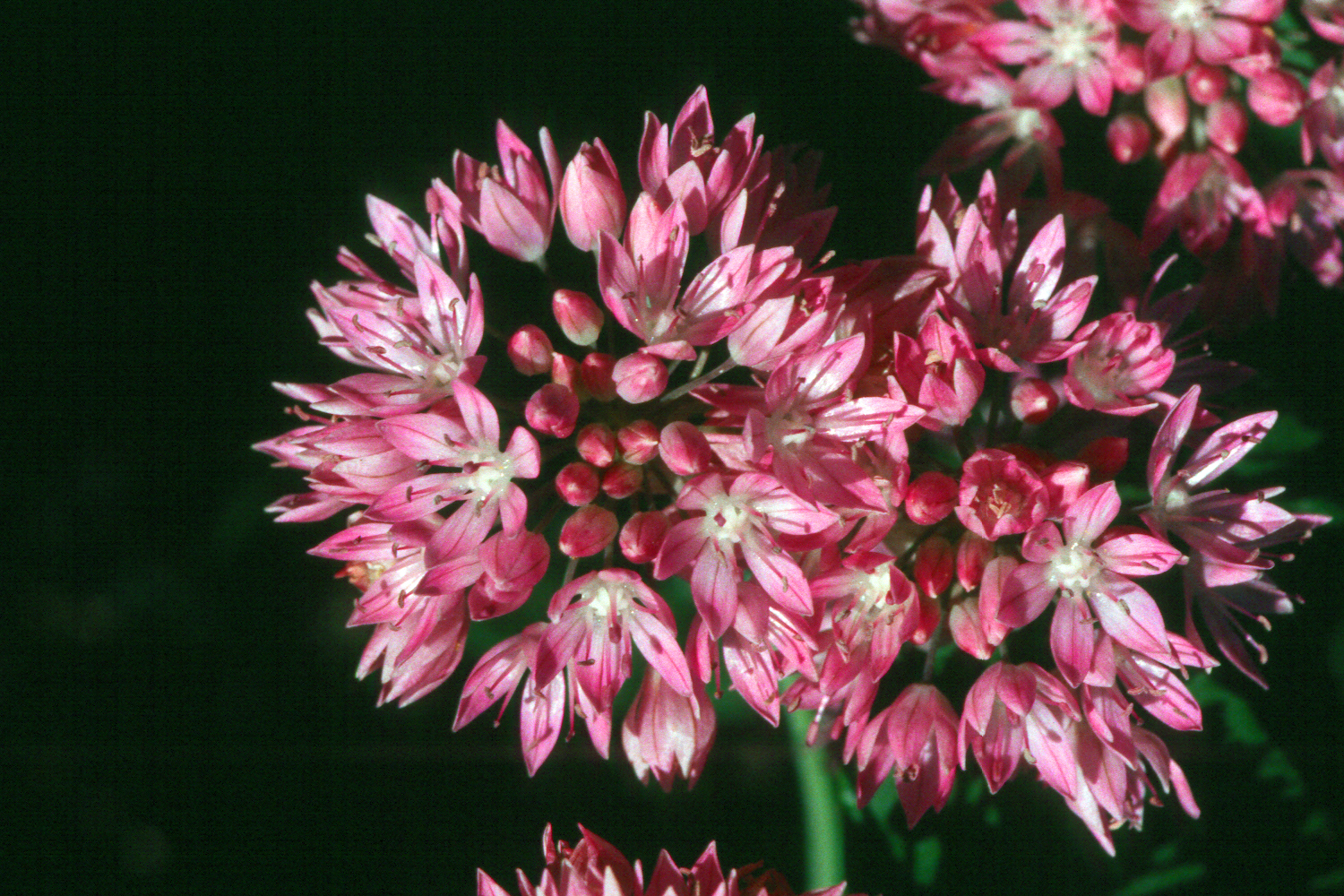
Inflorescencia

## Descripción
Allium amplectens tiene un bulbo de 6.15 mm, ovoide a ± esférico, con la capa externa marrón al gris. las hojas, 2-4,  ± cilíndricas. Inflorescencias con  10-50 flores;  lanceoladas de color blanco a rosa. Tiene un número cromosomático de n=7,14; 2n=21

## Ecología
Se encuentra en los suelos arcillosos como serpentina, en zonas abiertas o lugares boscosos a una altura de  <1800 metros.

## Taxonomía
Allium amplectens fue descrita por  John Torrey y publicado en Reports of explorations and surveys : to ascertain the most practicable and economical route for a railroad from the Mississippi River to the Pacific Ocean, made under the direction of the Secretary of War 4(5): 148, en el año 1857.
Etimología
Allium: nombre genérico muy antiguo. Las plantas de este género eran conocidos tanto por los romanos como por los griegos. Sin embargo, parece que el término tiene un origen celta y significa "quemar", en referencia al fuerte olor acre de la planta. Uno de los primeros en utilizar este nombre para fines botánicos fue el naturalista francés Joseph Pitton de Tournefort (1656-1708).
amplectens: epíteto latino que significa "juntas".
Sinonimia
- Allium acuminatum var. gracile Alph.Wood
- Allium attenuatum Kellogg
- Allium attenuifolium Kellogg
- Allium attenuifolium var. monospermum (Jeps. ex Greene) Jeps.
- Allium monospermum Jeps. ex Greene
- Allium occidentale A.Gray
- Allium reticulatum Benth.
- Allium serratum S.Watson[3]